# Johann Christoph Handke

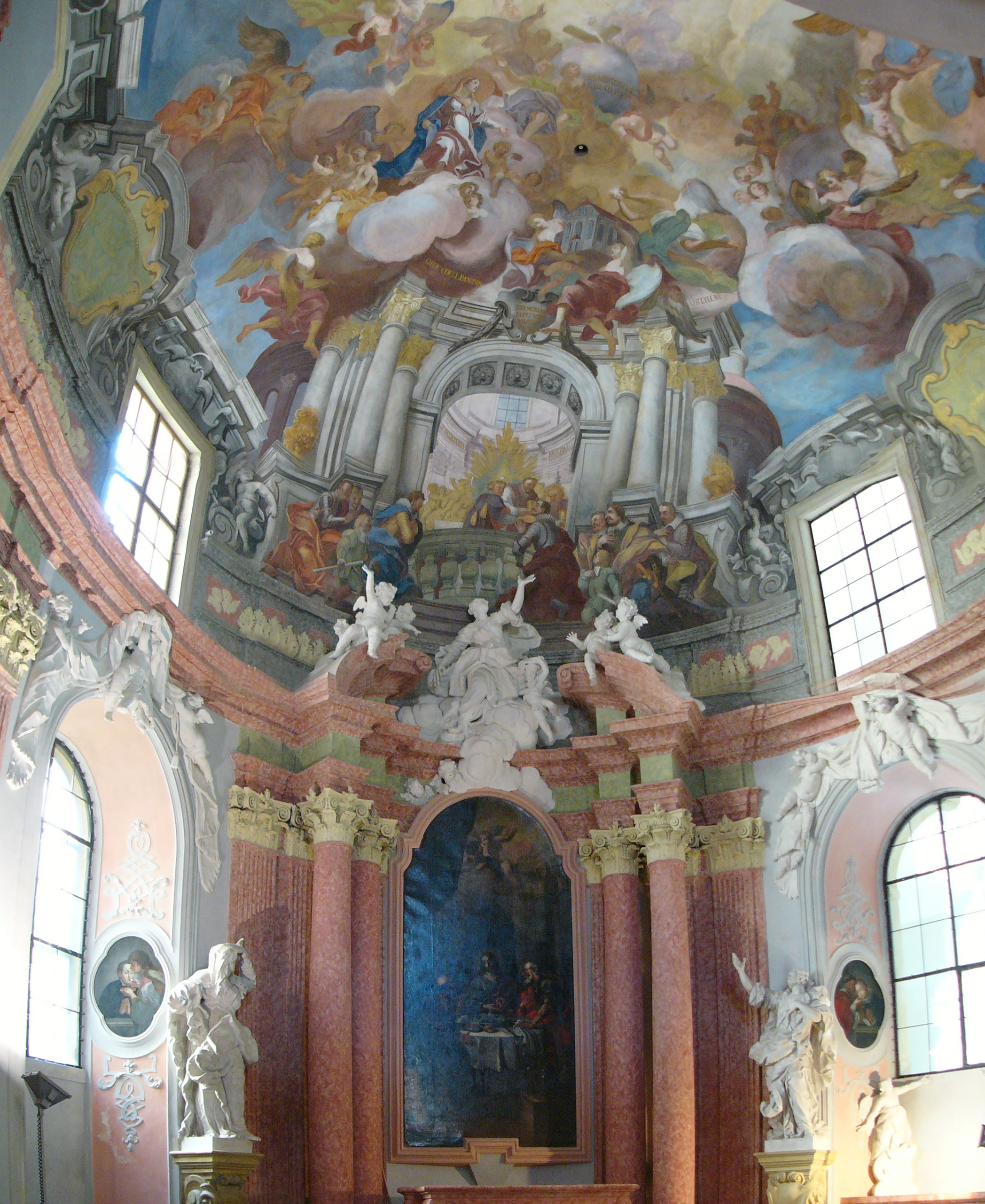
Takmålning av Handke i Kaple Božího těla i Olomouc i nuvarande Tjeckien.

Johann Christoph Handke, född 18 februari 1694, död 31 december 1774, var en mährisk målare.
Handke var verksam i Olomouc, var sin tids mest anlitade mähriske freskomålare och har utfört en mängd innerdekorationer, särskilt av kyrkor och kloster. Handke gjorde även stafflibilder i olja, bland annat ett flertal altartavlor.